# Lochan na h-Earba
Lochan na h-Earba är en sjö i Storbritannien.   Den ligger i kommunen Highland och riksdelen Skottland, i den norra delen av landet, 700 km nordväst om huvudstaden London. Lochan na h-Earba ligger 354 meter över havet. Arean är 0,95 kvadratkilometer.Omgivningarna runt Lochan na h-Earba är i huvudsak ett öppet busklandskap. Den sträcker sig 2,6 kilometer i nord-sydlig riktning, och 2,0 kilometer i öst-västlig riktning.